# بريف قيرلز
بريف قيرلز (بالكورية:브레이브걸스) هي فرقة فتيات كورية جنوبية أديرت وأنتجت من قبل المنتج الكوري الشهير بريف بروذرز مالك شركةبريف إنترتيمنت. الأعضاء مكونين من إيونيونغ وسيو أي وييجين ويوجين وهيران.
ظهروا لأول مرة في 8 أبريل 2011 مع السنقل ألبوم «ذا ديفرنس» وقاموا بترويج لأغنية «هل تعرف» و «مثير جداً» من الألبوم. وفي 29 يوليو قاموا بالعودة مع أغنية أخرى أسمها «إيزلي» من الألبوم المصغر «العودة إلى المستقبل», الفرقة قامت بالترويج لنسخة الريمكس من أغنية إيزلي في 13 أغسطس وقاموا بإطلاقها رسمياً في 26 أغسطس. قاموا بالظهور في فيلم جاي بارك «مستر.أيدول»

## العضوات
- بارك إيون - يونغ (박은영)
- بارك سيو أي  (박서아)
- هان يجين (한예진)
- جانغ يوو جين (정유진)
- نوه هاي ران (노혜란)

## الإصدارات الموسيقية

### الألبومات المصغرة
- 2011 : باك تو دا فيوتشر (باع: 3,484+[6])
- 2012 : ري-أشيوز (باع 2,865+[7])

### السينقلز
- 2011 : ذا ديفرنس (باع 11,644+[8])

### الأغاني المنفردة
- 2011 : إيزلي ريمكس
- 2013 : فور يو

### السنقلز
| السنة | العنوان                | المرتبة في المخطط | المبيعات (التحميلات) | الألبوم          |
| السنة | العنوان                | Gaon Chart        | المبيعات (التحميلات) | الألبوم          |
| ----- | ---------------------- | ----------------- | -------------------- | ---------------- |
| 2011  | "Do You Know"          | 19                | 372,562+             | ذا ديفرنس        |
| 2011  | "Easily (Feat. Skull)" | 38                | 520,586+             | باك تو دا فيوتشر |
| 2012  | "Nowadays, You"        | 21                | 571,244+             | ري- إشيوز        |
| 2013  | فور يو                 | 50                | 42,057+              | فور يو           |
|       |                        |                   |                      |                  |

### الفيديوهات الموسيقية
- 2011 : دو يو نو [11]
- 2011 : سو سيكسي [12]
- 2011 : واي سو أوفتن [13]
- 2012 : نوادايز يو [14]

## الأعمال

### التيليفزون
| السنة | العنوان               | القناة | الأعضاء                                       | Role        | Notes                                   |
| ----- | --------------------- | ------ | --------------------------------------------- | ----------- | --------------------------------------- |
| 2011  | Protect the Boss      | SBS    | Eun-young and Ye-jin                          | Cameo       | Appeared in Episode 1                   |
| 2011  | Gag Concert           | KBS    | Eun-young, Ye-jin, Yoo-jin, Hye-ran and Seo-a | Performance | Performed trot version of "Do You Know" |
| 2011  | 100 Points out of 100 | KBS    | Eun-young                                     | Guest       |                                         |

### الأفلام
| السنة | العنوان  | الدور |  |
| ----- | -------- | ----- |  |
| 2011  | Mr. Idol | Cameo |  |

## روابط خارجية
- بريف قيرلز على موقع ميوزك برينز (الإنجليزية)